# AFC North
AFC North - Dywizja Północna konferencji AFC ligi futbolu amerykańskiego, NFL.
Dywizja Północna została utworzona przed sezonem 2002, gdy ligę rozszerzono do 32 zespołów, zastępując Dywizję Centralną (AFC Central), istniejącą od roku 1970.
Obecnie dywizja składa się z czterech zespołów: Baltimore Ravens, Cincinnati Bengals, Cleveland Browns i Pittsburgh Steelers.
Wcześniej Dywizja Centralna złożona była z Browns, Bengals, Steelers oraz Houston Oilers (obecnieTennessee Titans). W roku 1995 dołączyli Jacksonville Jaguars. Rok później, gdy w dywizji pojawili się Ravens, do Dywizji Południowej oddelegowano zespoły Jaguars i Titans.
W przeszłości komentator sportowy Chris Berman nadał dywizji przydomek "AFC Blackjack", gdy drużyny wchodzące w jej skład zaczęły stosować taktykę zdobycia 17 punktów i oparcia się na obronie w celu wygrania meczu.

## Lata 70.
Mimo że Bengals wygrali pierwszy sezon Dywizji Centralnej (1970), to drużyna Steelers dominowała przez większość dekady, torując sobie czterokrotnie drogę do zwycięstwa w Super Bowl (IX, X, XIII i XIV).

## Lata 80.
W roku 1980 Cleveland Browns przełamali ciąg sześciu mistrzostw dywizji z rzędu należących do Steelers, ale odpadli w fazie play-off przegrywając z Oakland Raiders. W tej dekadzie tylko Bengals byli w stanie reprezentować dywizję w Super Bowl. Jednakże w obu finałach, w których wystąpili (XVI i XXIII), przegrali z San Francisco 49ers.

## Lata 90.
Steelers powrócili do dominacji w roku 1992, by przez sześć następnych lat wygrać dywizję aż pięć razy i dojść do Super Bowl XXX.
W roku 1993 Oilers uczestniczyli w jednej najsłynniejszych rozgrywek w historii fazy play-off w NFL. W meczu, nazwanym później The Comeback (Powrót), Oilers oddali 32-punktowe prowadzenie drużynie Buffalo Bills, by ostatecznie przegrać 38-41 w dogrywce. Była to największa różnica punktów, którą udało się odrobić, w historii NFL.
W roku 1995 Jacksonville Jaguars dołączyli do NFL i zostali ulokowani w Dywizji Centralnej. Była to pierwsza zmiana struktury dywizji od jej powstania. Dwa lata później sprawa zwieszenia Browns w NFL zmusiła ligę do utworzenia nowej franczyzy - Baltimore Ravens. Gdy w roku 1997 Oilers przenieśli się do Tennessee (a w roku 1999 zmienili nazwę na Titans), zespół pozostał w dywizji.
Struktura Dywizji Centralnej zmieniła się ponownie w 1999, gdy "reaktywowano" zespół Cleveland Browns. Przez trzy sezony (1999-2001) w dywizji grało 6 zespołów.

## Po roku 2000
W roku 2002 NFL przebudowano, dzieląc ligę na 8 dywizji po 4 zespoły każda, i przemianowując Dywizję Centralną na Dywizję Północną. Od tego czasu Steelers i Ravens wygrali grupę po dwa razy, zaś Bengals - raz.